# Teorie globálního pracovního prostoru
Teorie globální pracovního prostoru (anglicky Global Workspace Theory, GWT) je pravděpodobně nejznámější kognitivně založená teorie vědomí, kterou jako první přednesl v roce 1988 americký neurobiolog a profesor psychologie Bernard Baars. Podle Baarse se obsahy vědomí nachází v tomto globálním pracovním prostoru, který je vymezenou oblastí psychiky a informace ve vědomí jsou zpracovány nevědomě fungujícími expertní procesory. K demonstraci a pochopení teorie se nejčastěji používá metafory "divadelního jeviště".

## Metafora divadelního jeviště
Koncepcí a strukturou GWT jsou dosavadní neurokognitivní teorie vědomí shrnuty do návrhu osmi hypotéz, které mají podobu divadelních metafor:
1. Vědomí jako divadelní jeviště
Dle Baarse se vědomí nachází především v kortikálních oblastech temenních, týlních a spánkových laloků a informace, které vstupují do obsahu vědomí, jsou analogií k tomu, co vstupuje do vědomí (pozornosti) divadelního diváka při pohledu na jeviště. Reflektor osvětlující realitu, která je jinak ve tmě reprezentuje rozsah uvědomění si "něčeho". Bdělost a ostrost vědomí je znázorněna silou světla reflektoru. Zacílení reflektoru na původně temné jeviště značí, jakým způsobem zaměříme naši pozornost. Rozsah obsahu, který vstoupí do vědomí, závisí na zaostření reflektoru - široký, méně intenzivní pruh světla pojme více informací, ale pouze v obecné formě bez detailů. Úzce zaměřený, jasný paprsek světla neobsáhne tolik informací, ale zato se všemi podrobnostmi. Z osvětlení reflektorů tedy nevidíme veškerý děj odehrávající se na scéně, ale pouze ty informace, které nám intenzita, rozsah a zaměření divadelních světel dovolí.
Metaforu divadelního reflektoru používá také Francis Crick spolu s Christofem Kochem v teorii zrakového vědomí. Ta tvrdí, že mozkem zpracovávané vizuální informace zaujímají místo ve středu reflektoru, zatímco v dalších oblastech zorného pole jsou informace zpracovávány méně nebo vůbec.
2. Vědomí jako více jevišť
Hypotéza, že i vědomí operuje na více úrovních zároveň. V případě, že má každý hlavní systém své vědomí, musí existovat zrakové vědomí, čichové vědomí, sluchové vědomí, atd. Řada dějů, které se současně odehrávají na více jevištích, jsou reprezentací více poloh vědomí tvořících dohromady komplexní celek.
3. Vědomí se vztahuje k vnitřní řeči, představivosti a pracovní paměti
Ty jsou následně hlavními zdroji vědomí.
4. Vědomí je vztaženo k orientované pozornosti, která vyhledává příslušné obsahy vědomí
Příkladem je osvětlená divadelní scéna, kde jsou navíc dalšími bodovými reflektory zvýrazněny konkrétní části.
5. Vědomí jako vztah diváků a posluchačů
Je nutné pro přístup k epizodické a emoční paměti, slovníku přirozeného jazyka a kontrole automatických pohybů.
6. Vědomí jako vysílání zvolených obsahů
Divadelní produkce, oslovení posluchačů a diváků.
7. Nevědomé procesy vycházející z vědomých událostí
Jako příklad lze uvést vztah zákulisí a jeviště.
8. Vědomí jako vztah režiséra a herců (výkonných orgánů)
Vklad vnitřních prožitků prostřednictvím levé hemisféry.
Podobnou analogií je animace v kresleném filmu, kde kreslíři tvoří kresby a obrazce postav, které jsou poté vidět na obrazovce. Někdo vytvoří postavy, jiný je vybarví, další rozpohybuje nebo nadabuje. Současně má každý animovaný charakter svůj tým umělců. Oživení obrázků je tak dáno simulací a tvorbou skupiny vysoce specializovaných odborných pracovníků. To reprezentuje Baarsovi "specializované procesory".
"Přijímací procesory" jsou diváci sledující takový film nebo divadlo. Reakce diváka má přímý vliv na činnost herce. Pokud publikum obzvláště zaujme nějaký charakter na scéně, dostane se tato postava do popředí a středu dění na scéně. Ostatní výjevy se posunou do pozadí nebo ze scény zmizí úplně. Těchto proměn a procesů, které k těmto proměnám vedou, si publikum nemusí být vůbec vědomé a má tak iluzi, že se vše na jevišti odehrává samovolně bez dalších zásahů.
Svou teorii Baars posiluje integrováním faktických neurologických poznatků. Konkurence napříč globálním pracovním prostorem, která se projevuje snížením hladiny aktivace globálních zpráv. Naproti tomu je spolupráce, která se projevuje zvýšením této hladiny. Snižování a zvedání aktivační hladiny je analogií k excitaci a inhibici v neuronech.

## GWT
Teorie GWT počítá s využitím pouze několika sekund pracovní paměti, tedy méně než její běžná kapacita. Na zpracování informací se podílejí specializované nevědomé expertní procesory a kontexty.
1. Expertní procesory
Expertní procesory jsou vysoce specializované, nevědomé, zpracovávají informace a výsledky následně odesílají do globálního prostoru. Svou podstatou připomínají moduly Jerryho Fodora.
2. Kontexty
Kontexty jsou dopředu dané koalice těchto expertních procesorů. Jedná se o nevědomé mechanismy, které drží obsahy vědomí v určitých mezích. Sami do globálního prostoru nevstupují, ale vstupní informace mohou ovlivnit.
Jednotlivé i spřízněné procesy soupeří o přístup do globálního pracovního prostoru a šíří své informace všem ostatním procesům aby tak zvýšily pravděpodobnost splnění své funkce.
Baars naznačuje, že globální pracovní prostor podobný vědomé zkušenosti, ale nejde o to samé. Vědomé události mohou zahrnovat další nezbytné podmínky, např. interakci s "vlastním" systémem. Pomocí GWT lze úspěšně modelovat celou řadu charakteristik vědomí, jako např.:
- role vědomí při řešení nových situací
- omezená kapacita vědomí
- sekvenční povaha vědomí
- schopnost vědomí vyvolat vysokou škálu nevědomých mozkových procesů

GWT se mimo jiné využívá při počítačovém modelování, např. model IDA vytvořený Stanem Franklinem.

## Možné implikace
Učení jako kouzelný proces
vědomí je jakási brána, která tvoří přístup k rozsáhlému podvědomí. V procesu učení stačí zaměřit naše vědomí na určitý bod, látku, kterou se chceme naučit, a detailní analýza a uložení látky do paměti probíhá nevědomě. V divadelní metafoře lze říci, že veškeré pohony učení jsou umístěny v zatemněném publiku. Zdá se, že v některých nervových shromážděních vědomé "události na jevišti" vyvolávají automatické učení. Jedná se o členy publika, kteří se učí, stejně jako ve skutečném divadle.
Implicitní učení
Při učení se jazyku si děti neoznačují jednotlivá slova jako podstatná nebo přídavná jména. Spíše se soustředí na znělost řeči a základní zákonitosti se naučí implicitně. Málokdy jsme si vědomi abstraktních vzorů, většina znalostí jsou tacitními vědomostmi naučenými implicitně. I pro implicitní učení si musíme být vědomi látky, ze které odvozujeme nevědomý vzor. Dítě, které se učí gramatická pravidla, musí vědomě naslouchat dlouhé řadě mluvených vět. Současné důkazy ukazují, že veškeré učení vyžaduje vědomý přístup k předmětu studia. Divadelní metaforu zde představuje umístění herce v záři reflektoru a publikum si tiše zapamatuje jeho repliky.
Automatismy
Pouhá vizuální zkušenost z tištěného slova u většiny lidí spustí automatickou vnitřní řeč. Při čtení je konkrétní slovo jakoby slyšet uvnitř hlavy. Rozsáhlá část nevědomí se skládá z komplexních automatických procesů, které jsou spouštěny vědomými "priming" událostmi. Opět se zdá, že událost v záři reflektorů automaticky spouští nekontrolované události, které se konají v publiku.
Funkce řešící problémy
Vědomí vytváří přístup k nevědomému řešení problémů. V matematice slavný inkubační proces zahrnuje vědomou otázku, nevědomou práci na problému a vědomý vznik řešení. Tento vzorec lze pozorovat i v běžném životě, například při vybavení odpovědi na otázky: "Jaké bylo jméno Tvé matky za svobodna?", "Kolik je 20 krát 13?". V obou případech následuje krátká pauza a poté se bez vědomé práce na otázce vynoří odpověď. Jakoby tyto nevědomé algoritmy byly vyvolány vědomou touhou po odpovědi. V divadelní metafoře máme herce, který vznese otázku a publikum začne přemýšlet nad řešením problému bez dalšího vědomého zásahu.
Priming - vědomí slouží k nastavení kontextu pro budoucí události
Vědomé zkušenosti mohou spustit nevědomé kontexty, které pomáhají interpretovat budoucí vědomé události. Je to jako když někteří herci mají funkci oznamovat změny okolností, které budou formovat divákovo porozumění v další scéně.
Vědomí si vytváří přístup i pro samo sebe
V levém frontálním kortexu se nachází oblast, která získává vědomé smyslové informace. Je schopná takovou informaci uložit, komentovat, jednat podle ní. Bez frontálního kortexu nejsme schopni úmyslně vykonávat např. pohyby svalů nebo provozovat vnitřní řeč.

## Funkce vědomí
Důkazy naznačují, že vědomí je jednou z předních biologických adaptací a hlavním prostředkem, jakým se nervový systém adaptuje na nové, náročné a informativní události.
Má následujících 9 funkcí:
- Adaptace a učení
- Schopnost definovat a uvádět v kontext
- Přístup k vlastnímu systému
- Prioritizace a řízení přístupu
- Nábor a kontrola
- Rozhodování a řízení
- Detekce chyb a oprava
- Reflexe a sebekontrola
- Optimalizace kompromisu mezi organizací a flexibilitou

## Karteziánské divadlo
Baarsova divadelní metafora ze své podstaty oponuje jiné metafoře, známé jako Karteziánské divadlo. Ta odkazuje na myšlenku Reného Descartese, který navrhl hypotézu o existenci konkrétního bodu nebo místa v mozku, kde sídlí vědomí a kde jsou informace uvědomované.

## Kritika
J. W. Dalton kritizoval teorii globálního pracovního prostoru na základě toho, že přinejlepším poskytuje výčet kognitivních funkcí vědomí, přičemž ale nedokáže určit povahu hlubšího problému co vědomí je a jak může vůbec nějaký mentální proces být vědomý, tedy tzv. Těžký problém vědomí. Na to reagoval A. C. Elitzur, že ačkoliv tato hypotéza neřeší těžký problém vědomí, poskytuje důležitý vhled do vztahu mezi vědomím a kognicí.